# Mimela flavocincta
Mimela flavocincta är en skalbaggsart som beskrevs av Lin 1966. Mimela flavocincta ingår i släktet Mimela och familjen Rutelidae. Inga underarter finns listade i Catalogue of Life.